# Asteridium juniperinum
Asteridium juniperinum är en svampart som först beskrevs av Mordecai Cubitt Cooke, och fick sitt nu gällande namn av Pier Andrea Saccardo 1891. Asteridium juniperinum ingår i släktet Asteridium och familjen Meliolaceae.   Inga underarter finns listade i Catalogue of Life.